# بيسلي سميث
بيسلي سميث (بالإنجليزية: Beasley Smith)‏ هو ملحن أمريكي، ولد في 27 سبتمبر 1901، وتوفي في 14 مايو 1968 في ناشفيل في الولايات المتحدة.

## وصلات خارجية
- بيسلي سميث على موقع IMDb (الإنجليزية)
- بيسلي سميث على موقع ميوزك برينز (الإنجليزية)
- بيسلي سميث على موقع ديسكوغز (الإنجليزية)